# Igreja Gabriel

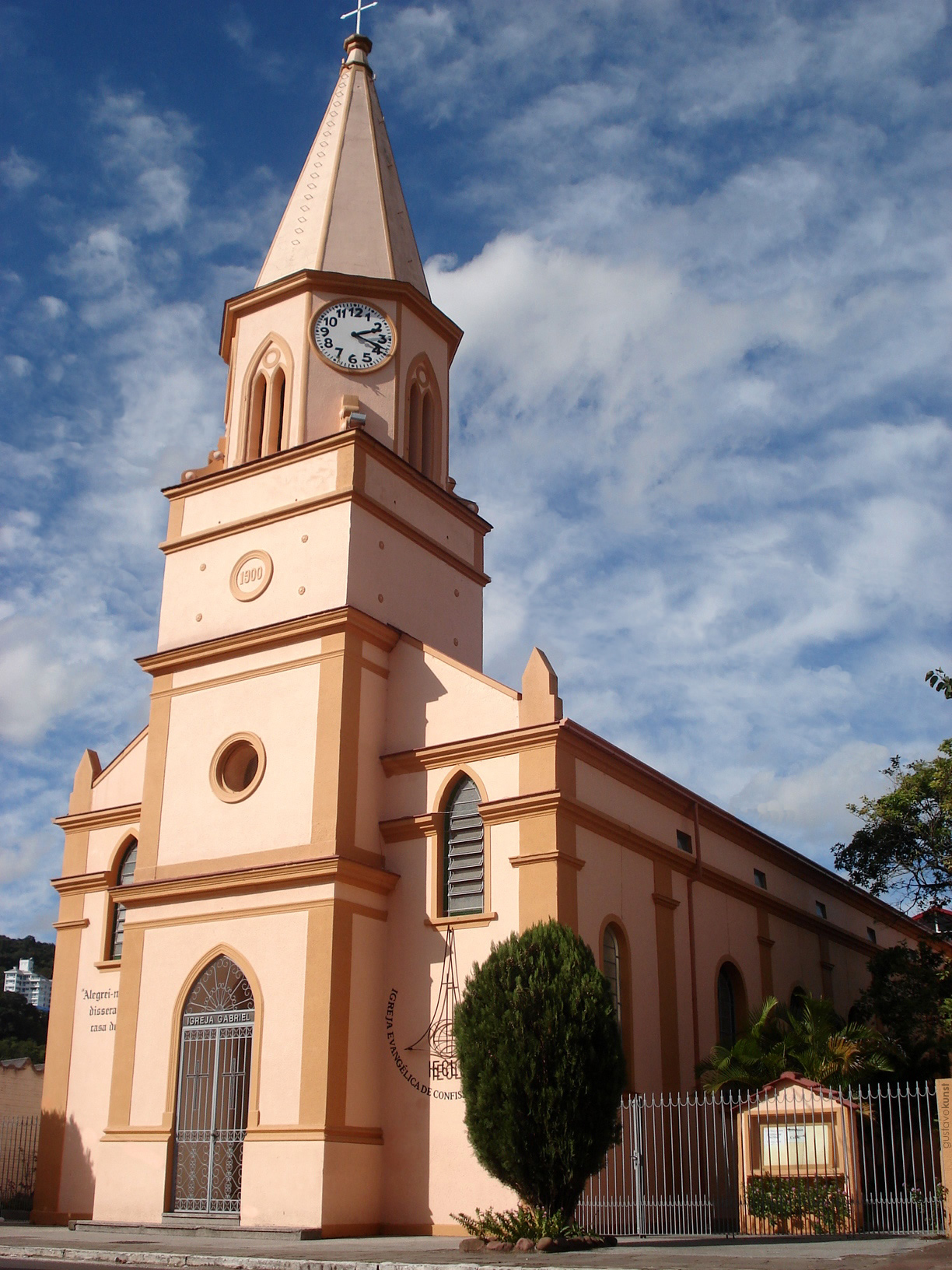
Igreja Gabriel em Igrejinha

A Igreja Gabriel é uma igreja localizada no centro da cidade de Igrejinha, no Estado do Rio Grande do Sul. A edificação é símbolo do município e um dos principais pontos turísticos da cidade.

## História
Para compreendermos a importância desta edificação é necessário analisar a história de Igrejinha desde o século XIX. Dotados de forte sentimento religioso, os imigrantes alemães encontraram dificuldades na solução de seus problemas espirituais, por estarem muito afastados dos centros populacionais e por falta de igreja. Construída de madeira pelos próprios moradores, a primeira igreja existente em toda região foi inaugurada em 1863. Ela se localizava às margens do rio Paranhana.
A antiga picada Porto Alegre – São Francisco de Paula (atual RS 020), era rota dos tropeiros de gado que seguiam para São Paulo ou, desciam para Porto Alegre. Desta estrada, que passa sobre regiões montanhosas de Igrejinha, era possível visualizar a pequena igreja. Logo estes viajantes começaram a utilizar a construção como ponto de referência. Foram os tropeiros que começaram a chamar de Igrejinha a localidade até então conhecida por Média Santa Maria, exclamando a cada vez que a avistavam: - Lá esta a igrejinha! . Foi assim que esta igreja se tornou símbolo de Igrejinha.

“Lá está a igrejinha!”

— Tropeiros, ao avistarem a pequena igreja.
A atual Igreja Gabriel foi construída em 1900 em frente à antiga igreja que dera o nome à cidade. Este templo, pertencente a Igreja Evangélica de Confissão Luterana no Brasil, possui uma torre com relógios e grandes vitrais em seu altar.